# حاکم قلعه
حاکم قلعه (castellanus) فرماندار یک قلعه در قرون وسطی بود. قلمرو اطراف آن به عنوان قلعه نامیده می شد. این کلمه از castellanus گرفته شده است. یک حاکم قلعه تقریباً همیشه مرد بود، اما گاهی می‌توانست زن باشد، مانند زمانی که در سال 1194، بئاتریس بوربورگ پس از مرگ برادرش، راجر، سلطنت بوربورگ را از پدرش به ارث برد.